# متسلسلة أورينوكية
متسلسلة أورينوكية (بالإنجليزية: Streptomyces orinoci)‏ هي نوع من البكتيريا، إيجابية الغرام، تتبع المتسلسلة.